# Niidiküla
Niidiküla − wieś w Estonii, w prowincji Hiuma, w gminie Käina.